# Ala Afrorum
El Ala Afrorum fue una unidad auxiliar del ejército imperial romano del tipo ala quinquagenaria, documentada en los siglos I y II.

## Reclutamiento
El primer testimonio de la unidad es un diploma militaris de 15 de abril de 78, bajo Vespasiano, lo que indica que fue reclutada 25 años antes, en 53, a finales del imperio de Claudio I. El dilectus se realizó entre las personas libres no ciudadanas de la provincia romana Africa Proconsularis, que incluía el distrirto militar de Numidia, zona que desde la época cartaginesa había sido una excelente cantera de unidades de caballería ligera.

## Los Flavios y los Antoninos

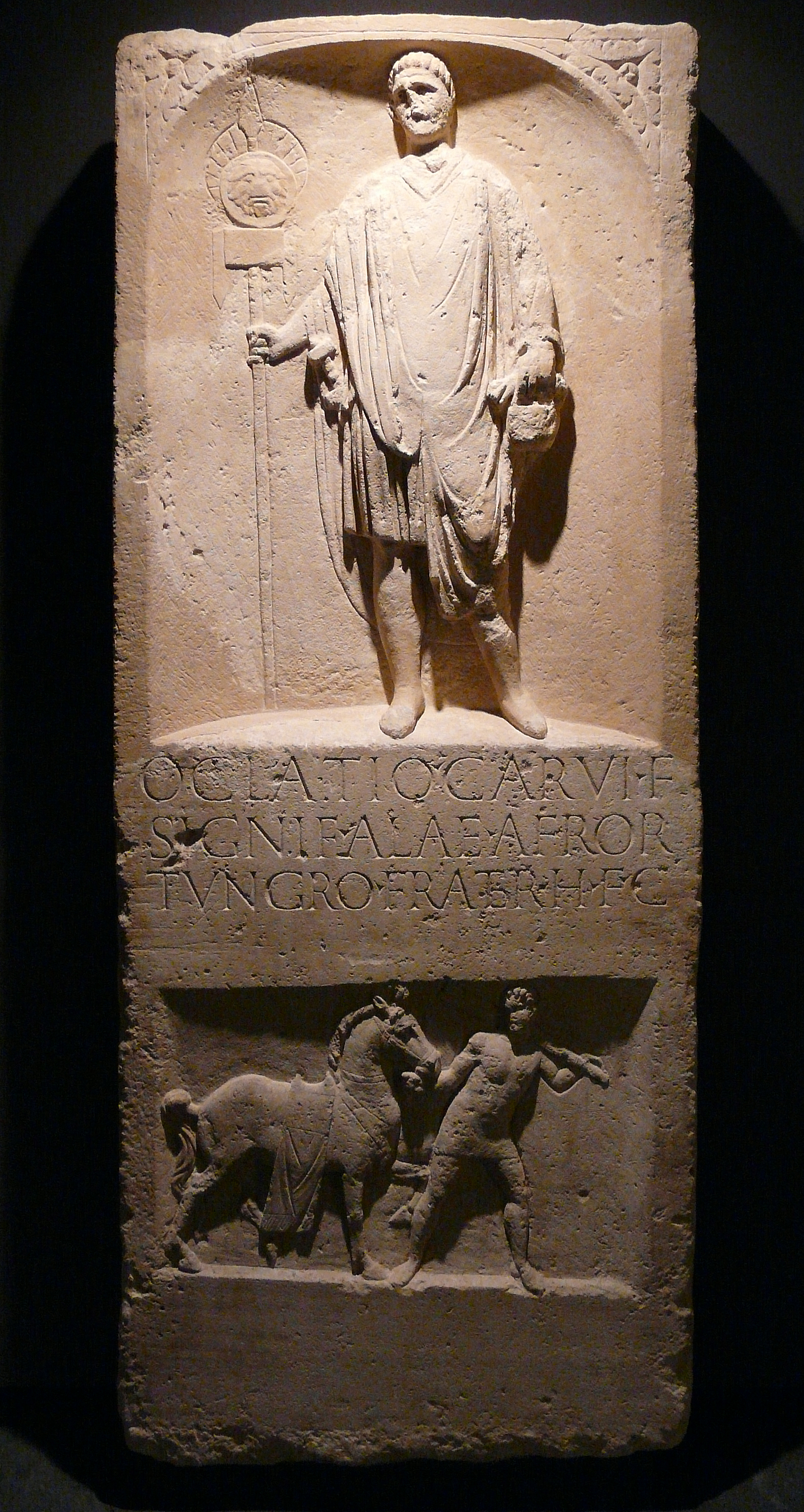
Inscripción funeraria romana procedente de Novaesium (Neuss, Alemania) dedicada a Oclatius Carvi filius, signifer y jinete del Ala Afrorum a finales del.

Se desconoce cuáles fueron sus primeros pasos hasta ser desplegada en la provincia Germania Inferior en época de Vespasiano, tal y como indica el diploma militaris mencionado, debiendo llegar a esta provincia para reforzar las mermada guarnición después del desastre de la guerra civil del año de los cuatro emperadores y de la rebelión de los bátavos y del posterior traslado de unidades veteranas de esa provincia con Petilio Cerial a Britannia. 
El 20 de febrero de 98, a comienzos del imperio de Trajano, la unidad seguía formando parte de la guarnición provincial a las órdenes del propio Trajano, como indica otro diploma militaris, y también el 13 de marzo de 101.
En algún momento del segundo tercio del siglo II fue dirigida por el Praefectus alae Tito Estatilio Optato, natural de Roma.
Conocemos varios jinetes de la unidad, cuyos epitafios se conservan en Colonia Agrippina (Colonia, Alemania), Dodewaard (Países Bajos) y Novaesium (Neuss, Alemania):
- Simplex, hijo de Seplo.[5]
- Lucio, hijo de Crispo.[6]
- Olupo, hijo de Gergaepuro.[7]
- Romano, hijo de Atio.[8]
- Desconocido.[9]
- Marco Tariano Gumatio, hijo de Gaisiono, veterano de la unidad asentado en el territorio de la Colonia Ulpia Noviomagus (Nimega, Países Bajos).[10]
- Oclatio, hijo de Carvo, signifer.[11]

En 127, el 20 de agosto, durante el imperio de Adriano, la unidad seguía en Germania Inferior.  Bajo Antonino Pío, en 158, los fragmentos de otro Diploma militaris indican que seguía formando parte de la guarnición de Germania Inferior.
El último testimonio de la unidad corresponde al reinado de Marco Aurelio, cuando la unidad fue integrada en una vexillatio a las órdenes del Praepositus de origen panonio, de la ciudad de Poetovio, Marco Valerio Maximiano, quien dirigió una expedición de castigo a comienzos de las guerras marcomanas.
Posiblemente fue aniquilada durante estas guerras y por efecto de la peste declarada en el imperio bajo Marco Aurelio y Lucio Vero.